# جوش إيميت
جوشوا جيمس إيميت (بالإنجليزية: Joshua James Emmett؛ مواليد 4 مارس 1985) هو مُقاتل فنون قتالية مختلطة أمريكي محترف. يُنافس حاليًا في فئة وزن الريشة في يو إف سي. كمنافس محترف منذ عام 2011، نافس إيميت أيضًا في ملك القفص. اعتبارًا من 23 يناير 2024، احتل المركز السابع في تصنيفات وزن الريشة في يو إف سي.

## الخلفية
وُلِد إيميت في فينيكس، أريزونا، في 4 مارس 1985. نشأ في أسرة مُفككة مع أم عزباء وشقيقه الراحل، نيك. درس علم النفس في الكلية بهدف الالتحاق بإنفاذ القانون وحصل على درجة البكالوريوس في الآداب من كلية منلو.
مارس المصارعة لمدة 14 عامًا؛ بدءًا من مدرسة إل كامينو الثانوية الأساسية واستمر خلال سنوات دراسته الجامعية. مارس إيميت المصارعة في أول موسمين له على مستوى الكلية الإعدادية في كلية ساكرامنتو سيتي، قبل الانتقال إلى كلية منلو التابعة للرابطة الوطنية لألعاب القوى الجامعية. بعد انتهاء مسيرته الجامعية، انضم إلى نادي ألتميت فيتنس التابع لأوريجا فابر لمواصلة رغبته في المنافسة في الرياضات القتالية. إيميت هو أيضًا مُمارس للجيو جيتسو البرازيلية ماهر، وقد فاز ببطولة العالم في فئة الحزام الأزرق نو جي.

## سجل فنون القتال المختلطة

### يو إف سي
بعد جمعه لسجل 9–0 كمحترف، وقع إيميت مع يو إف سي.

## البطولات والجوائز
- يو إف سي
  - أداء الليلة (مرتين)  ضد ميرساد بيكتيتش وبرايس ميتشل[13][14][15]
  - قتال الليلة (ثلاث مرات)  ضد شاين بيرغوسو كالفن كتار وإيليا توبوريا[14][16][17]
  - أكبر عدد من الضربات القاضية في تاريخ فئة وزن الريشة في يو إف سي (12)[18]
    - بالشراكة مع (تشاك ليدل، كوينتون جاكسون، كودي جاربرانت ومونتيل جاكسون) لأكبر عدد من النزالات المتتالية التي انتهت بضربة قاضية في تاريخ يو إف سي (7)[19]

  - أفضل ضربة قاضية لهذا العام حسب موقع يو إف سي الرسمي 2023 ضد برايس ميتشل[20]
- بطولة القتال على الساحل الغربي
  - بطل دبليو سي إف سي للوزن الخفيف (مرة واحدة)[21]
  - بطل آي إس سي إف برو كاليفورنيا للوزن الخفيف في (مرة واحدة)

## حياته الشخصية
إيميت متزوج من زوجته فانيسا.

## سجل فنون القتال المختلطة
| السجل المهني |        |         |
| 23 نزال      | 19 فوز | 4 خسارة |
| ضربة قاضية   | 7      | 1       |
| إخضاع        | 2      | 1       |
| قرار القضاة  | 10     | 2       |

| النتيجة | السجل | الخصم           | الطريقة                    | الحدث                                      | التاريخ        | الجولة | الوقت | المكان                                  | الملاحظات                                               |
| ------- | ----- | --------------- | -------------------------- | ------------------------------------------ | -------------- | ------ | ----- | --------------------------------------- | ------------------------------------------------------- |
| فاز     | 19–4  | برايس ميتشل     | ضربة قاضية (بلكمة)         | يو إف سي 296                               | 16 ديسمبر 2023 | 1      | 1:57  | لاس فيغاس، نيفادا، الولايات المتحدة     | أداء الليلة.                                            |
| خسر     | 18–4  | إيليا توبوريا   | قرار الحكام (بالإجماع)     | يو إف سي على إيه بي سي: إيميت ضد توبوريا   | 24 يونيو 2023  | 5      | 5:00  | جاكسونفيل، فلوريدا، الولايات المتحدة    | قتال الليلة.                                            |
| خسر     | 18–3  | يائير رودريغيز  | إخضاع (خنق المثلث)         | يو إف سي 284                               | 12 فبراير 2023 | 2      | 4:19  | برث، أستراليا                           | على لقب بطولة يو إف سي لوزن الريشة المؤقت.              |
| فاز     | 18–2  | كالفن كتار      | قرار الحكام (بالانقسام)    | يو إف سي على إي إس بي إن: كتار ضد إيميت    | 18 يونيو 2022  | 5      | 5:00  | أوستن، تكساس، الولايات المتحدة          | قتال الليلة.                                            |
| فاز     | 17–2  | دان إيج         | قرار الحكام (بالإجماع)     | يو إف سي 269                               | 11 ديسمبر 2021 | 3      | 5:00  | لاس فيغاس، نيفادا، الولايات المتحدة     |                                                         |
| فاز     | 16–2  | شاين بيرغوس     | قرار الحكام (بالإجماع)     | يو إف سي على إي إس بي إن: بلايدز ضد فولكوف | 20 يونيو 2020  | 3      | 5:00  | لاس فيغاس، نيفادا، الولايات المتحدة     | قتال الليلة.                                            |
| فاز     | 15–2  | ميرساد بيكتيتش  | ضربة فنية قاضية (باللكمات) | يو إف سي ليلة القتال: دي راندامي ضد لاد    | 13 يوليو 2019  | 1      | 4:25  | ساكرامنتو، كاليفورنيا، الولايات المتحدة | أداء الليلة.                                            |
| فاز     | 14–2  | مايكل جونسون    | ضربة قاضية (بلكمة)         | يو إف سي على إي إس بي إن: باربوزا ضد غيثي  | 30 مارس 2019   | 3      | 4:14  | فيلادلفيا، بنسلفانيا، الولايات المتحدة  |                                                         |
| خسر     | 13–2  | جيريمي ستيفنز   | ضربة قاضية (بالمرفقين)     | يو إف سي على فوكس: إيميت ضد ستيفنس         | 24 فبراير 2018 | 2      | 1:35  | أورلاندو، فلوريدا، الولايات المتحدة     |                                                         |
| فاز     | 13–1  | ريكاردو لاماس   | ضربة قاضية (بلكمة)         | يو إف سي على فوكس: لولر ضد دوس أنجوس       | 16 ديسمبر 2017 | 1      | 4:33  | وينيبيغ، مانيتوبا، كندا                 | نزال في وزن غير محدد (148.5 رطل)؛ إيميت أخفق بالوزن.    |
| فاز     | 12–1  | فيليبي أرانتيس  | قرار الحكام (بالإجماع)     | يو إف سي ليلة القتال: كاوبوي ضد تيل        | 21 أكتوبر 2017 | 3      | 5:00  | غدانسك، بولندا                          | العودة إلى وزن الريشة.                                  |
| خسر     | 11–1  | ديزموند غرين    | قرار الحكام (بالانقسام)    | يو إف سي 210                               | 8 أبريل 2017   | 3      | 5:00  | بوفالو، نيويورك، الولايات المتحدة       |                                                         |
| فاز     | 11–0  | سكوت هولتزمان   | قرار الحكام (بالإجماع)     | يو إف سي على فوكس: فانزانت ضد واترسون      | 17 ديسمبر 2016 | 3      | 5:00  | ساكرامنتو، كاليفورنيا، الولايات المتحدة |                                                         |
| فاز     | 10–0  | جون توك         | قرار الحكام (بالانقسام)    | يو إف سي ليلة القتال: أوفيريم ضد أرلوفسكي  | 8 مايو 2016    | 3      | 5:00  | روتردام، هولندا                         |                                                         |
| فاز     | 9–0   | كريستوس جياجوس  | ضربة فنية قاضية (باللكمات) | الساحل الغربي إف سي 16                     | 23 يناير 2016  | 3      | 2:21  | ساكرامنتو، كاليفورنيا، الولايات المتحدة | فاز بلقب بطولة آي إس سي إف برو كاليفورنيا للوزن الخفيف. |
| فاز     | 8–0   | روكي جونسون     | إخضاع (خنق مثلث الذراع)    | كيه أو تي سي: الإزالة الكاملة              | 3 أكتوبر 2015  | 1      | 2:45  | أوروفيل، كاليفورنيا، الولايات المتحدة   | نزال وزن غير محدد (165 رطل).                            |
| فاز     | 7–0   | براندون ريسيتي  | قرار فني (بالإجماع)        | الساحل الغربي إف سي 12                     | 15 نوفمبر 2014 | 5      | 0:24  | ساكرامنتو، كاليفورنيا، الولايات المتحدة | فاز بلقب بطولة دبليو سي إف سي للوزن الخفيف.             |
| فاز     | 6–0   | توني ريوس       | قرار الحكام (بالإجماع)     | الساحل الغربي إف سي 11                     | 13 سبتمبر 2014 | 3      | 5:00  | ساكرامنتو، كاليفورنيا، الولايات المتحدة |                                                         |
| فاز     | 5–0   | ترمين سميث      | ضربة فنية قاضية (باللكمات) | الساحل الغربي إف سي 9                      | 26 أبريل 2014  | 1      | 2:28  | ساكرامنتو، كاليفورنيا، الولايات المتحدة | أول ظهور في الوزن الخفيف.                               |
| فاز     | 4–0   | أدين دويناس     | قرار الحكام (بالإجماع)     | الساحل الغربي إف سي 8                      | 15 فبراير 2014 | 3      | 5:00  | ساكرامنتو، كاليفورنيا، الولايات المتحدة |                                                         |
| فاز     | 3–0   | نوح شنابل       | ضربة فنية قاضية (باللكمات) | الساحل الغربي إف سي 7                      | 16 نوفمبر 2013 | 1      | 0:45  | جاكسون، كاليفورنيا، الولايات المتحدة    |                                                         |
| فاز     | 2–0   | مايك رايان      | إخضاع (خنق المقصلة)        | الساحل الغربي إف سي 6                      | 3 أغسطس 2013   | 1      | 1:52  | بليسرفيل، كاليفورنيا، الولايات المتحدة  |                                                         |
| فاز     | 1–0   | إميليو جونزاليس | قرار الحكام (بالإجماع)     | بطولة الكابيتول القتالية: الخريف الكلاسيكي | 8 أكتوبر 2011  | 3      | 5:00  | ساكرامنتو، كاليفورنيا، الولايات المتحدة | أول ظهور في وزن الريشة.                                 |

## وصلات خارجية
لا توجد روابط لمواقع التواصل الاجتماعي.

- جوش إيميت على موقع يو إف سي (الإنجليزية)
- جوش إيميت على موقع شيردوغ (الإنجليزية)
- جوش إيميت على موقع IMDb (الإنجليزية)
- جوش إيميت على موقع قاعدة بيانات الفيلم (الإنجليزية)